# Crambus paris
Crambus paris là một loài bướm đêm trong họ Crambidae.